# 馬提尼克海峽
馬提尼克海峽（英語：Martinique Passage）是中美洲的海峽，連接加勒比海和大西洋，分隔北面的多米尼克和南面的法國海外省馬提尼克，寬35公里，最大水深1,400米。